# (175726) Borda
(175726) Borda  es un asteroide perteneciente al cinturón de asteroides, descubierto el 29 de agosto de 1997 por Philippe Dupouy y Frédéric Maréchal desde el Observatorio de Dax, en Francia.

## Designación y nombre
Borda se designó inicialmente como 1997 QJ1.
Más adelante fue nombrado en honor al marino y científico francés Jean-Charles de Borda (1733-1799).

## Características orbitales
Borda orbita a una distancia media del Sol de 2,5846 ua, pudiendo acercarse hasta 2,0793 ua y alejarse hasta 3,0900 ua. Tiene una excentricidad de 0,1955 y una inclinación orbital de 3,3130° grados. Emplea en completar una órbita alrededor del Sol 1517 días.

## Características físicas
Su magnitud absoluta es 16,2.